# 露蕊龙胆
露蕊龙胆（学名：Gentiana vernayi）是龙胆科龙胆属的植物，为中国的特有植物。分布在尼泊尔以及中国大陆的西藏等地，生长于海拔4,200米至5,200米的地区，多生于高山草甸或山坡，目前尚未由人工引种栽培。